# انجمن آسیایی ژاپن
انجمن آسیایی ژاپن، شرکت (一般社団法人日本アジア協会" یا "Ippan Shadan Hojin Nihon Ajia Kyokai" یا به طور مخفف " ASJ ") یک سازمان غیرانتفاعی ژاپن‌شناسی است. سازمان ASJ برای مخاطب عام علاقه‌مند به ژاپن، فعالیت می‌کند. 
ASJ در سال ۱۸۷۲ به عنوان انجمن آسیایی ژاپن (日本アジア協会، Nihon Ajia Kyōkai، "جامعه آسیا ژاپن") تاسیس شد. این سازمان قدیمی ترین انجمن علمی ژاپن است. شاهدخت تاکامادو، حامی مالی افتخاری این انجمن هست.